# Trachypithecus germaini
Il langur indocinese (Trachypithecus germaini Milne-Edwards, 1876) è un primate catarrino della famiglia dei cercopitecidi, in particolare fa parte della tribù dei Presbytini nell'ambito della sottofamiglia dei Colobinae.
In passato questa specie è stata classificata sia come sottospecie di Trachypithecus cristatus (T. cristatus germaini) che come sottospecie di Trachypithecus villosus (T. villosus germaini).

## Distribuzione
Con due sottospecie (Trachypithecus germaini germaini e Trachypithecus germaini caudalis) vive in Myanmar, Thailandia, Cambogia e Vietnam meridionale. Predilige le aree di foresta pluviale.

## Descrizione
Il pelo è grigiastro, con ventre, gola e posteriore color crema: la faccia, di color grigio scuro con occhi castano-rossicci, è contornata da una corona di color grigio-giallastro. Le mani e la parte superiore della coda sono nere.

## Biologia
Poco si sa dello stile di vita di questi animali: si tratta comunque di animali arboricoli che vivono in harem, composti da un unico maschio e da più femmine coi propri cuccioli.
Si nutrono di foglie, prediligendo quelle giovani e tenere ed i germogli, oltre che di frutti e fiori, alimenti questi consumati solo sporadicamente in natura.
La femmina, dopo una gestazione di 6-7 mesi, dà alla luce un unico cucciolo, che inizialmente è di colore arancio-dorato, ma crescendo acquista la colorazione tipica della specie, il che avviene attorno al sesto mese di vita.

## Conservazione
La IUCN red list classifica Trachypithecus germaini come specie in pericolo di estinzione (endangered).